# Cladonia umbricola
Cladonia umbricola är en lavart som beskrevs av Tor Tønsberg och Ahti. Cladonia umbricola ingår i släktet Cladonia, och familjen Cladoniaceae. Arten har ej påträffats i Sverige.